# Regione di Cepheus OB2
La regione di Cepheus OB2 è un sistema di nubi molecolari e regioni H II associate a una brillante associazione OB, nota come Cepheus OB2; il sistema è visibile nella costellazione boreale di Cefeo.
L'associazione si trova nel Braccio di Orione a una distanza di circa 900 parsec (2930 anni luce) dal sistema solare e appare associata alle nebulose IC 1396 e Sh2-134; nelle nubi di questa regione sono state osservate diverse sorgenti infrarosse e getti molecolari, che indicano che nella regione i fenomeni di formazione stellare risultano essere ancora attivi.

## Osservazione

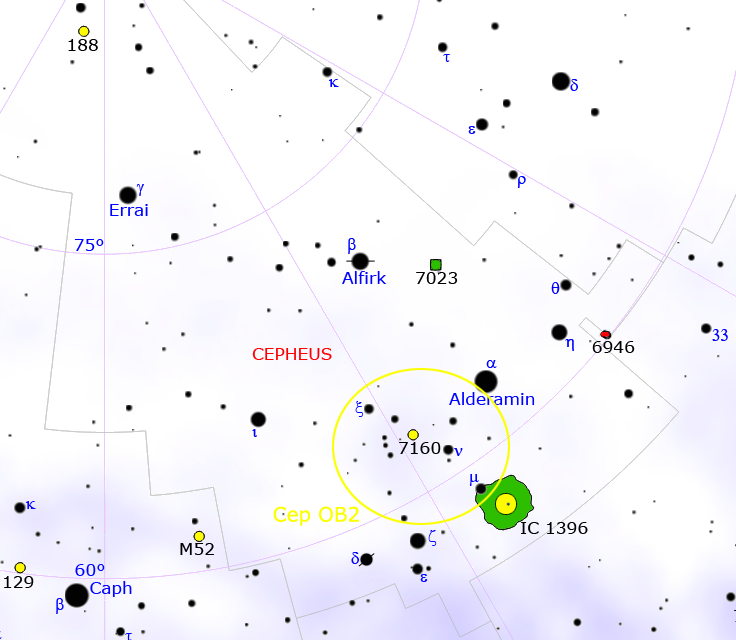
Mappa della regione di Cepheus OB2.

L'area di cielo in cui si trova l'associazione Cepheus OB2 occupa la porzione meridionale della costellazione di Cefeo, lungo la Via Lattea boreale; le sue componenti stellari si confondono facilmente coi ricchi campi di stelle di fondo visibili in questa direzione. Fra le stelle più luminose appartenenti a questo gruppo vi è λ Cephei, che con la sua magnitudine pari a 5,05 è visibile anche a occhio nudo, a patto di avere un cielo limpido e non illuminato. Fra le regioni nebulose legate a quest'associazione spicca senza dubbio IC 1396, un enorme sistema di gas ionizzato famoso per ospitare la nube vdB 142, ben nota col soprannome Proboscide di Elefante.
La declinazione dell'associazione è fortemente settentrionale, favorendone l'osservazione dall'emisfero boreale, dove si presenta circumpolare fino alle basse latitudini; dall'emisfero australe il periodo di osservazione è quindi molto limitato e anche le aree in cui è visibile sono limitate alla fascia tropicale. I mesi adatti per la sua osservazione nel cielo serale sono compresi fra luglio e dicembre.

## Caratteristiche e struttura

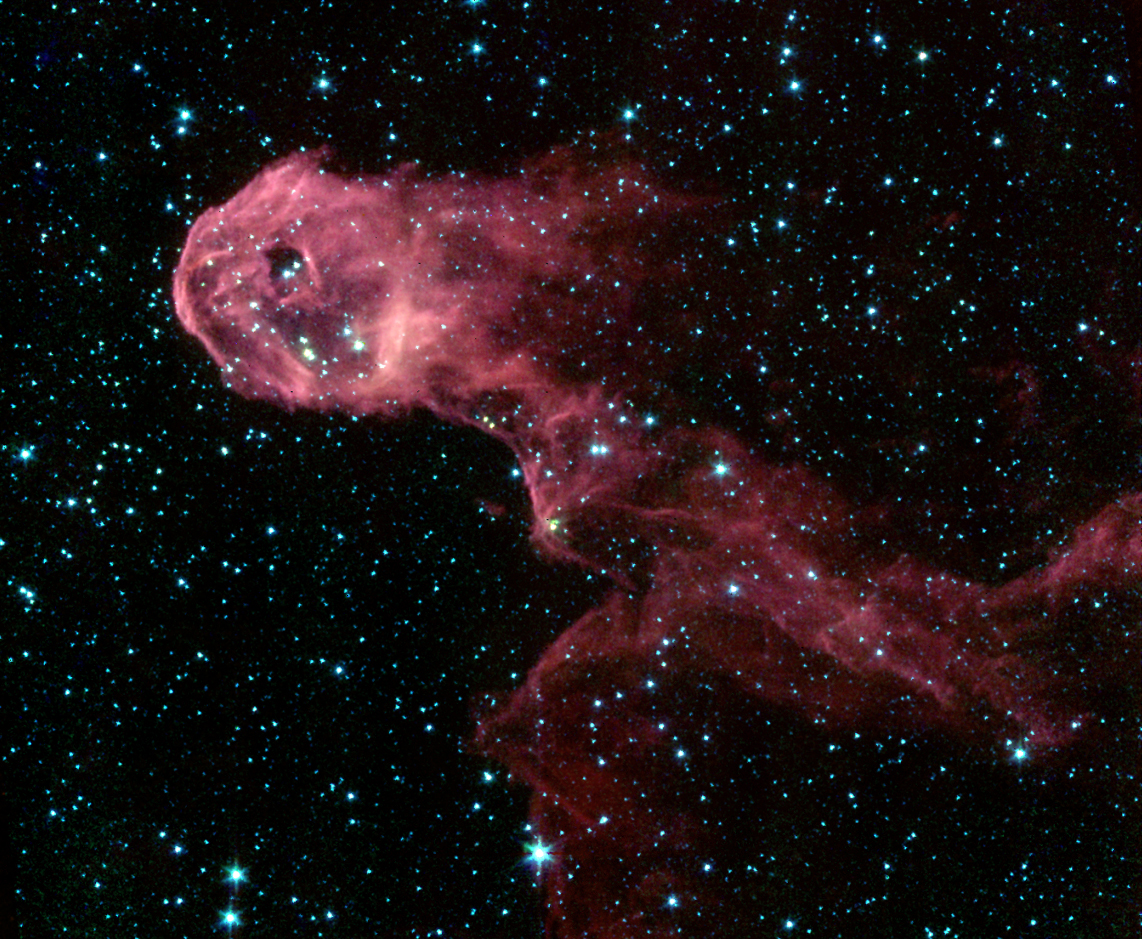
La Proboscide di Elefante (vdB 142), situata all'interno del sistema di IC 1396.

Cepheus OB2 è la più orientale e la più meridionale delle numerose associazioni OB di Cefeo; fu scoperta nel 1968 e si trova a breve distanza, sia in termini prospettici che reali, dal grande complesso nebuloso oscuro che forma la Fenditura del Cigno ed è quasi a contatto con l'associazione Cygnus OB7. La distanza da noi è stimata in circa 800 o 900 parsec, ossia comparabile con le nubi della Fenditura, con cui condivide pure la stessa velocità radiale. A questa associazione appartengono 75 stelle molto brillanti, fra le quali si trova la gigante blu fuggitiva λ Cephei.
Si ritiene che Cepheus OB2 sia divisa in due sottogruppi di diverse età: il più giovane, catalogato come Cepheus OB2b, coincide con l'ammasso aperto Tr 37, uno dei più giovani ammassi conosciuti, con un'età stimata sui 3,7 milioni di anni; negli anni settanta si è suggerito che la brillante stella μ Cephei (La Stella Granata) fosse un membro di Tr 37, mentre la principale responsabile dell'eccitamento della grande nebulosa che appare associata all'ammasso, IC 1396, appartiene a quest'associazione. Il secondo sottogruppo, Cepheus OB2a, contiene un gran numero di stelle massicce evolute che si sono sparse in una vasta area compresa fra le latitudini galattiche 100°–106° e longitudini +2°–+8°; la sua età è stimata sugli 8 milioni di anni e contiene al suo interno l'ammasso NGC 7160.
Cepheus OB2a è circondato da una struttura nebulosa ad anello, nota come Cepheus Bubble (letteralmente Bolla di Cefeo); la massa del gas molecolare di questa bolla è pari ad almeno 100.000 M⊙, mentre la massa del gas atomico sarebbe fino a quattro volte maggiore. Si ritiene che questa struttura sia ciò che resta dell'esplosione di un'antica supernova, avvenuta circa 2-3 milioni di anni fa; questo evento potrebbe essere stato la causa dell'avvio dei processi di formazione stellare che hanno portato alla nascita dell'associazione, come sembra essere testimoniato dalla presenza di alcune regioni H II e sorgenti di radiazione infrarossa che paiono contenere giovani stelle in formazione. La stella esplosa come supernova faceva parte di una precedente generazione di stelle massicce, le cui compagne superstiti possono essere ricercate fra i membri dell'ammasso aperto NGC 7160.
Studi sulla metallicità delle stelle dell'associazione indicano che queste sono povere di metalli. Le stelle di piccola e media massa appartengono a diverse popolazioni stellari e sono nate in tempi diversi e in vari sottogruppi durante l'evoluzione dell'associazione; i gruppi di stelle di piccola massa coetanee si troverebbero in entrambe le sottoassociazioni di Cepheus OB2. Altri studi si sono concentrati sulle popolazioni di stelle T Tauri legate all'associazione; tramite i dati ottenuti attraverso il Telescopio Spaziale Spitzer nelle lunghezze d'onda dell'infrarosso, è stato possibile rilevare l'esistenza di diversi dischi protoplanetari ricchi di silice amorfa e silicati semplici (come l'olivina) attorno a queste stelle.
Fra le stelle fuggitive che in origine appartenevano all'associazione Cepheus OB2 vi è, oltre alla già citata λ Cephei, la stella azzurra HD 197911, responsabile assieme ad altre due stelle della ionizzazione dei gas della nebulosa Sh2-130.

## Fenomeni di formazione stellare

La nebulosa Sh2-134, in cui sono attivi fenomeni di formazione stellare.

La regione di Cepheus OB2 si trova in un tratto del Braccio di Orione molto ricco di nubi molecolari neutre e di gas ionizzato. Studi sulle emissioni infrarosse situate nelle nubi associate a Cepheus OB2 indicano che al loro interno sono ancora attivi fenomeni di formazione stellare, che riguardano principalmente la formazione di stelle di piccola e media massa.
Il grande sistema nebuloso di IC 1396, esteso per circa 1°, sembra essere uno dei più attivi della regione. Al suo interno sono state identificate diverse decine di globuli densi, fra i quali è presente anche la famosa struttura nota come Proboscide di Elefante (vdB 142). All'infrarosso sono state invece condotte delle ricerche per la localizzazione degli oggetti stellari giovani associati ai globuli; si è scoperto così che solo sei sorgenti associate con globuli possiedono una struttura e luminosità tali da poter essere state causate da un riscaldamento esterno, mentre la gran parte di queste non sarebbe legata ai fenomeni di formazione stellare. Si ritiene che nei globuli con la massa più piccola la formazione stellare sia spesso influenzata dalla pressione di radiazione di una stella brillante posta nelle vicinanze; in uno studio condotto su uno di questi, illuminato dalla brillante gigante blu HD 206267, è stato suggerito che la stella opera in duplice modo sulla distribuzione della massa del globulo: attraverso l'evaporazione causata dalla fotoionizzazione e attraverso la compressione dei gas prodotta dalla pressione di radiazione.
Alcune sorgenti di radiazione infrarossa e un maser con emissioni H2O sono stati identificati anche nella vicina nebulosa Sh2-134; a questa nube sono legate anche alcune nubi molecolari visibili alla lunghezza d'onda del CO, fra le quali spiccano [DBY94] 153 e [DBY94] 156, rispettivamente con una massa pari a 510 e 450 M⊙. Altri processi potrebbero essere attivi anche nella nebulosa Sh2-137.

### Testi generali
- (EN)   Robert Burnham, Jr., Burnham's Celestial Handbook: Volume Two, New York, Dover Publications, Inc., 1978.
- (EN)   Thomas T. Arny, Explorations:  An Introduction to Astronomy, 3 updatedª ed., Boston, McGraw-Hill, 2007, ISBN 0-07-321369-1.
- AA.VV, L'Universo - Grande enciclopedia dell'astronomia, Novara, De Agostini, 2002.
- J. Gribbin, Enciclopedia di astronomia e cosmologia, Milano, Garzanti, 2005, ISBN 88-11-50517-8.
- W. Owen, et al, Atlante illustrato dell'Universo, Milano, Il Viaggiatore, 2006, ISBN 88-365-3679-4.

### Testi specifici

#### Sull'evoluzione stellare
- (EN)   C. J. Lada, N. D. Kylafits, The Origin of Stars and Planetary Systems, Kluwer Academic Publishers, 1999, ISBN 0-7923-5909-7.
- A. De Blasi, Le stelle: nascita, evoluzione e morte, Bologna, CLUEB, 2002, ISBN 88-491-1832-5.
- C. Abbondi, Universo in evoluzione dalla nascita alla morte delle stelle, Sandit, 2007, ISBN 88-89150-32-7.

#### Sull'associazione Cepheus OB2
- Balazs, L. G.; Kun, M., Star-forming processes in Cepheus OB2, in Astronomische Nachrichten, vol. 310, n. 5, 1989,  pp. 385-388.
- Patel, Nimesh A.; Goldsmith, Paul F.; Heyer, Mark H.; Snell, Ronald L.; Pratap, Preethi, Origin and Evolution of the Cepheus Bubble, in The Astrophysical Journal, vol. 507, n. 1, novembre 1998,  pp. 241-253, DOI:10.1086/306305.

### Carte celesti
- Toshimi Taki, Taki's 8.5 Magnitude Star Atlas, su geocities.jp, 2005. URL consultato il 24 marzo 2013 (archiviato dall'url originale il 5 novembre 2018). - Atlante celeste liberamente scaricabile in formato PDF.
- Tirion, Rappaport, Lovi, Uranometria 2000.0 - Volume I - The Northern Hemisphere to -6°, Richmond, Virginia, USA, Willmann-Bell, inc., 1987, ISBN 0-943396-14-X.
- Tirion, Sinnott, Sky Atlas 2000.0, 2ª ed., Cambridge, USA, Cambridge University Press, 1998, ISBN 0-933346-90-5.
- Tirion, The Cambridge Star Atlas 2000.0, 3ª ed., Cambridge, USA, Cambridge University Press, 2001, ISBN 0-521-80084-6.